# Ni Freud ni tu mamá
«Ni Freud ni tu mamá» es el primer sencillo del segundo álbum de estudio Utopía de la cantante mexicana Belinda. La canción también ha sido grabada en inglés bajo el título de If We Were, la cual aparece en el álbum Utopía 2. El video musical fue dirigido por Scott Speer.

## Información

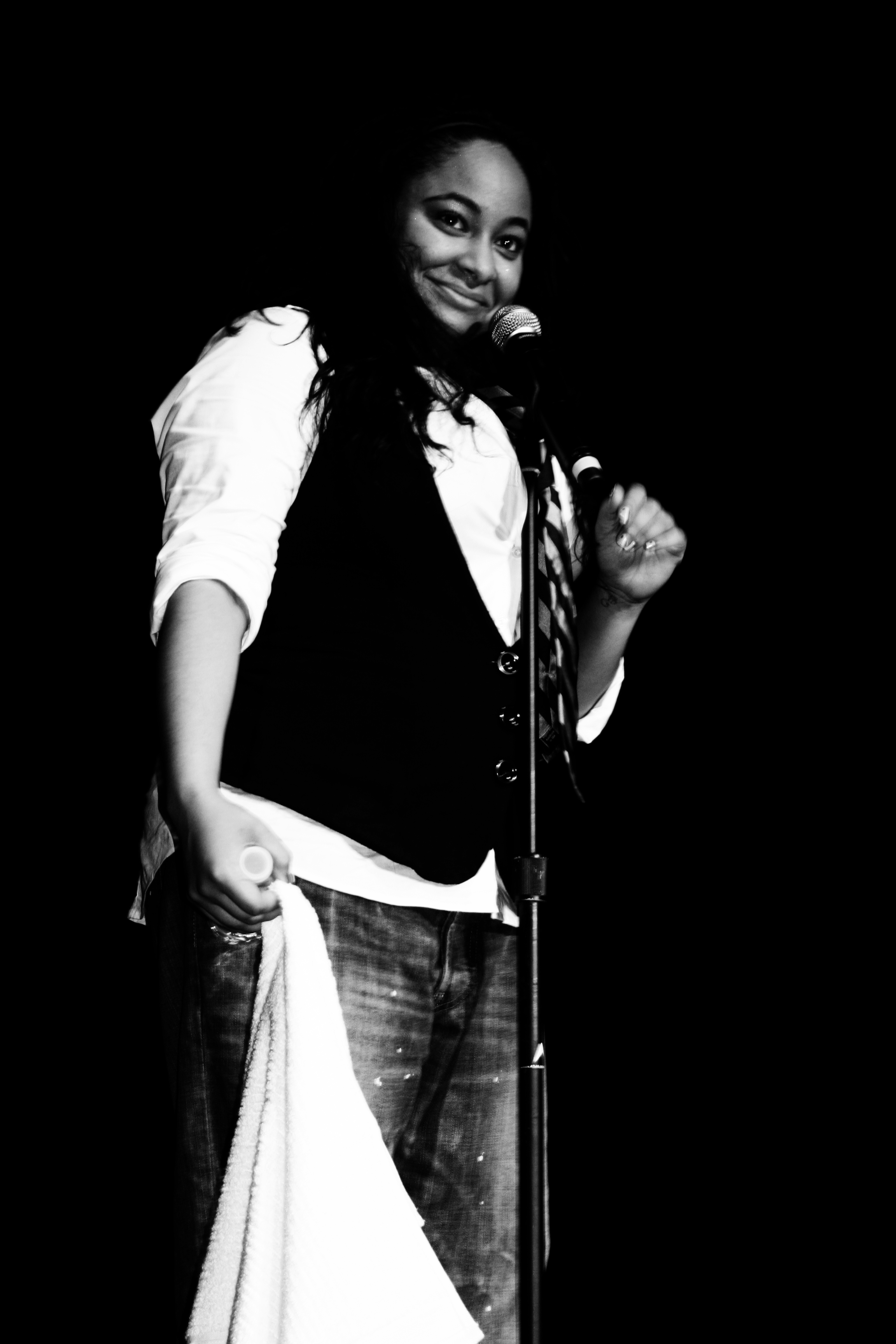
La actriz/cantautora Raven-Symoné aparece en el video.

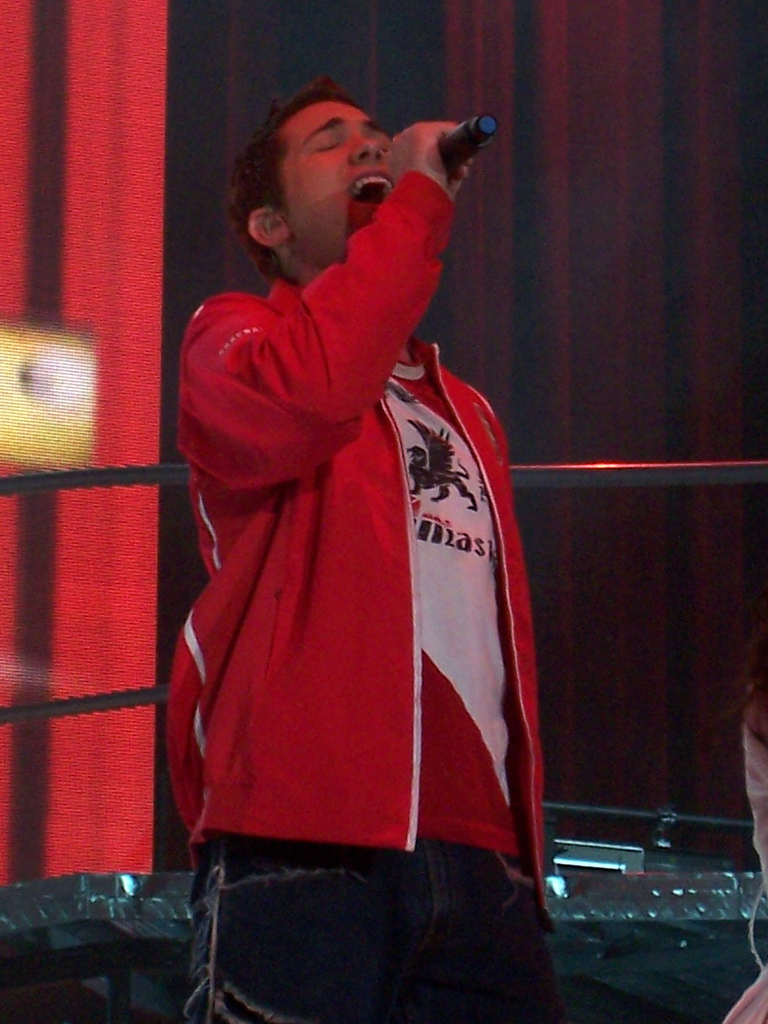
El actor Drew Seeley también aparece en el video.

Ni Freud ni tu mamá cuenta la historia de una chica, la cual dejó a su novio por inmaduro y aburrido, y le dice que ella lo intentó, pero no logró hacerlo cambiar.

## Video musical
La casa productora fue Symbolic/HSI, bajo la dirección Scott Speer, en éste aparece Belinda en lo que es una tormenta e interpretando la canción con una banda debajo de la lluvia. También aparece cantando debajo del agua en un callejón. Al final del video, Belinda y Raven-Symoné, cantante y actriz estadounidense con quien Belinda actuó en la película The Cheetah Girls 2, aparecen bailando un tipo de baile callejero, también aparece el cantante y actor Drew Seeley, con el cual grabó el tema de la banda sonora de The Cheetah Girls 2 "Dance With Me".
El video alcanzó el puesto 85 en el programa Los 100 + pedidos Norte del 2007 de Mtv (en los 100+ del 2006 quedó en el puesto #24), siendo superado por "Bella Traición" y "Luz sin gravedad", sencillos sucesores a "Ni Freud Ni Tu Mamá" de Belinda.

### Posiciones del video
| Año  | Lista                                          | Posición               |
| ---- | ---------------------------------------------- | ---------------------- |
| 2006 | Los 10+ pedidos de MTV Latinoamérica México    | 3[cita requerida]      |
| 2006 | Los 10+ pedidos de MTV Latinoamérica Argentina | 1x(15)[cita requerida] |
| 2006 | Top 20 de MTV Latinoamérica México             | 1x(3)[cita requerida]  |
| 2006 | Top 20 de MTV Latinoamérica Central            | 1x(2)[cita requerida]  |
| 2006 | Top 20 de MTV Latinoamérica Argentina          | 1x(2)[cita requerida]  |
| 2006 | Mi TRL de MTV USA                              | 4[cita requerida]      |
|      | Listas de fin de año                           |                        |
| 2006 | Los 100 + Pedidos del 2006 (Norte)             | 24[cita requerida]     |
| 2006 | Los 100 + Pedidos del 2006 (Sur)               | 49[cita requerida]     |
| 2007 | Los 100 + Pedidos del 2007 (Norte)             | 85[cita requerida]     |

## Lanzamiento
"Ni Freud Ni Tu Mamá" fue lanzado el 19 de septiembre de 2006 en las radios de México y Latinoamérica. El vídeo musical fue estrenado el 10 de octubre de 2006 en MTV México.

## Sencillo
Ni Freud Ni Tu Mamá fue lanzado en sencillo promocional para las radiodifusoras con un solo track, en la portada muestra a Belinda de la cintura para arriba apuntando con el dedo, en medio de una calle con coches de fondo. Para Estados Unidos se lanzaron varios sencillos promocionales con distintos tracks del tema en distintas versiones y remixes de la canción.

## Formatos
Aquí están los formatos y listas de tracks de mayor importancia en los lanzamientos de los sencillos Ni Freud Ni Tu Mamá.
Ni Freud Ni Tu Mamá - Promo Single
1. «Ni Freud Ni Tu Mamá»

Ni Freud Ni Tu Mamá - Digital Download
(B000T1EOHK; Lanzado el 19 de septiembre de 2007)
1. «Ni Freud Ni Tu Mamá» (Álbum Versión)

Ni Freud Ni Tu Mamá - Club Promo
1. «Ni Freud Ni Tu Mamá» (Dance Version)
2. «Ni Freud Ni Tu Mamá» (Pop Version)
3. «Ni Freud Ni Tu Mamá» (Versión reguetón)

Ni Freud Ni Tu Mamá - Remixes CD
1. «Ni Freud Ni Tu Mamá» (Original Version)
2. «Ni Freud Ni Tu Mamá» (Piano Version)
3. «Ni Freud Ni Tu Mamá» (Pop Version)
4. «Ni Freud NI Tu Mamá» (Soft Rock Version)
5. «Ni Freud Ni Tu Mamá» (Alternative Version)
6. «Ni Freud Ni Tu Mamá» (Remix)

Ni Freud Ni Tu Mamá - Remixes CD USA
1. «Ni Freud Ni Tu Mama» (Álbum Versión)
2. «Ni Freud Ni Tu Mama» (Pop Version)
3. «Ni Freud Ni Tu Mama» (Piano Version)
4. «Ni Freud Ni Tu Mama» (Dance Remix)
5. «Ni Freud Ni Tu Mama» (Reggaeton Remix)

## Nominaciones
- Premios lo nuestro 2007: Video del año - Nominado

## Posicionamiento en listas
| Listas (2006/2007)                      | Mejor posición |
| --------------------------------------- | -------------- |
| Estados Unidos (Latin Pop Airplay)      | 16             |
| Estados Unidos (Latin Tropical Airplay) | 31             |
| Estados Unidos (Hot Latin Tracks)       | 38             |

## Versiones
El grupo G6 hizo un cover de la canción para su álbum debut.

## If We Were
"If We Were" (en español Si fuéramos) es la versión en inglés de Ni Freud Ni Tu Mamá, lanzado en el disco Utopía 2 y en la edición europea de Utopía.

### Lanzamiento
El 28 de agosto del 2007 se lanzó la versión en inglés. Esta versión fue sencillo en Estados Unidos y Europa, principalmente en Italia, donde tuvo un mayor éxito.

### Video musical
Se lanzó una versión del video exclusivamente filmada para Europa y Estados Unidos con algunas variaciones de las imágenes del video Ni Freud Ni Tu Mamá en la que Belinda vocaliza la canción en inglés.

### Sencillo
If We Were fue lanzado como maxisencillo comercial, con cuatro temas en inglés, lanzado el 23 de noviembre del 2007.

#### Canciones
Aquí los formatos y listas de tracklist de mayor importancia para If We Were.
If We Were - Digital Download
(B000VI791E; Lanzado el 28 de agosto del 2007)
1. «If We Were» (Álbum Versión)

If We Were - Maxisencillo
1. «If We Were»
2. «Good... Good»
3. «Never Enough»
4. «Ni Freud Ni Tu Mamá»

If We Were - Promo CD
1. «If We Were»
2. «Ni Freud Ni Tu Mamá»

Ni Freud Ni Tu Mamá / If We Were - Brazilian Digital Download
1. «Ni Freud Ni Tu Mamá» - 3:24
2. «If We Were» - 3:25
3. «Ni Freud Ni Tu Mamá» (Soft Rock Version) - 3:18
4. «If We Were» (Acoustic Version) - 3:29

If We Were - Brazilian Maxi Single
1. «If We Were»
2. «See A Little Light»
3. «End Of The Day»
4. «Never Enough»
5. «Why Wait»
6. «Your Hero»

### Versiones oficiales
- «If We Were» (Álbum Versión)
- «If We Were» (Acoustic Version)